# Werner Zimmer (Moderator)

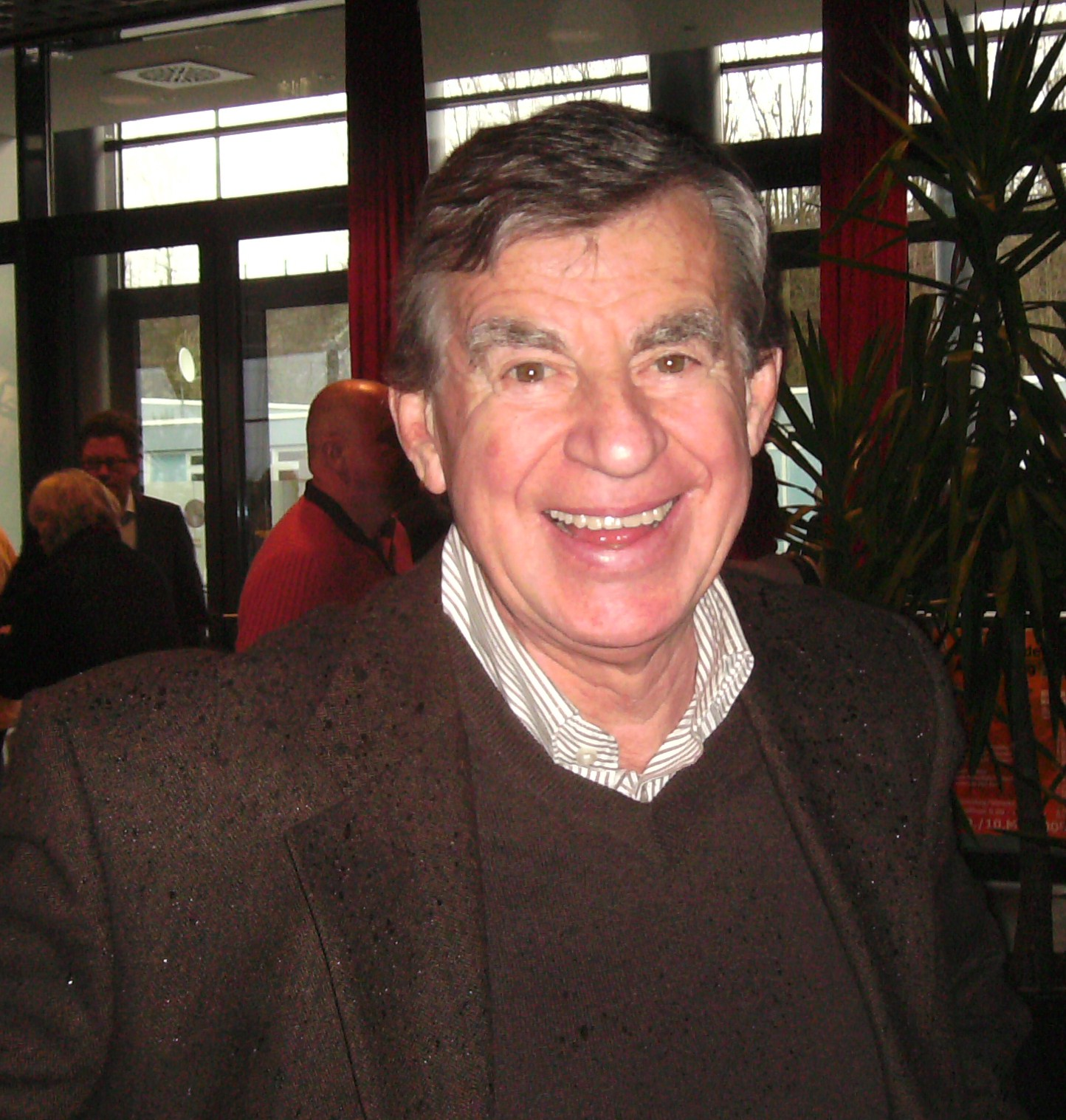
Werner Zimmer (2009)

Werner Zimmer (* 19. Oktober 1936 in Schaffhausen (Saar); † 20. April 2015) war ein deutscher Hörfunk - und Fernsehmoderator.

## Biografie
Werner Zimmer studierte nach seinem Abitur Theologie, Geschichte und Sport an der Universität des Saarlandes. Schon während seines dortigen Studiums verdiente er sich seine finanzielle Basis als freier Mitarbeiter in der Sportredaktion des Saarländischen Rundfunks (SR). Zimmer war in seinen jungen Jahren selbst ein aktiver Leichtathlet und gehörte seinerzeit zur saarländischen Landesspitze. So war er lange Jahre saarländischer Rekordhalter über 800 Meter und lief in der 4-mal-100-Meter-Staffel seines Clubs SV Saar 05 Saarbrücken gemeinsam mit dem Olympiasieger Armin Hary. Im Jahr 1963 berichtete er erstmals für den Saarländischen Rundfunk als Radioreporter von der Tour de France, die ihn bis zum Ende seiner Karriere nicht losließ. Anfangs verfolgte er die Tour als Reporter und Moderator, ab 1998 übernahm er die Leitung des ARD- und ZDF-Teams, die er noch 2008 innehatte, bei der „Großen Schleife“. Zuvor war er fünf Jahre als Koordinator des ARD-Sports tätig.
Seit dem Jahr 1964 war Zimmer in verschiedenen Funktionen bei allen Olympischen Sommer- und Winterspielen, bei Welt- und Europameisterschaften sowie bei zahlreichen weiteren sportlichen Großereignissen dabei. Ein weiterer Schwerpunkt seiner journalistischen Tätigkeit lag auf der Moderation der ARD-Sportschau, die ihm von 1966 bis 1993 oblag; bekannt war er bei der sportinteressierten Öffentlichkeit als „Mr. Sportschau“. Seine bevorzugten sportlichen Felder waren Radsport, Leichtathletik, Rudern und Kanufahren. Von Anfang der 1970er Jahre bis 1976 war er darüber hinaus Moderator der Quizsendung Eins plus Eins gegen Zwei, in der Themen der Sicherheit im Straßenverkehr behandelt wurden. Ferner verkörperte er sich selbst zwischen 1972 und 1973 als Moderator der ARD-Sportschau in fünf Folgen der Fernsehserie Fußballtrainer Wulff.
1970 wurde Werner Zimmer Abteilungsleiter Sport für Hörfunk und Fernsehen beim Saarländischen Rundfunk, sein Engagement ging jedoch hier weit über den sportlichen Bereich hinaus. 1991 wurde ihm die Leitung der Hauptabteilung „Sport und Gesellschaft“ übertragen, danach übernahm er die Leitung der Abteilung „Aktuelles Fernsehen“ und wurde 1991 Stellvertretender Fernsehdirektor. 1993 folgte seine Ernennung zum Programmdirektor Fernsehen. Zusätzlich wurde Zimmer im Jahr 1998 zum Stellvertretenden Intendanten des Saarland-Senders berufen.
Nach fast 40 Dienstjahren beim SR wurde Werner Zimmer 2001 in den Ruhestand verabschiedet.

## Ehrenamtliche Tätigkeiten
Zimmer war im Laufe seiner Karriere in unterschiedlichen Positionen ehrenamtlich tätig. So wurde er zum Präsidenten des Saarländischen Leichtathletik-Bundes gewählt, dem er von 2000 bis 2014 vorstand. Weiterhin wurde er zum Vizepräsidenten des Landessportverbandes Saar (LSVS) wie auch zum Vizepräsidenten des Deutschen Leichtathletik-Verbandes berufen. Zimmer leitete den „Presseclub Saar“, einen Zusammenschluss saarländischer Journalisten, und warb als offizieller „Botschafter des Saarlandes“ der Landesregierung für sein Land. 2001 wurde ihm mit dem Saarländischen Verdienstorden die höchste saarländische Auszeichnung verliehen.
In besonderer Art und Weise legte Zimmer ein nachhaltiges soziales Engagement an den Tag. Mitte der 1990er Jahre z. B. gründete er mit mehreren prominenten Sportlern und Medienschaffenden aus Deutschland einen Freundeskreis „Die Schneeforscher“, der beschloss, gemeinsam für karitative Zwecke sportlich tätig zu werden. Der Name entstand aus der gemeinsamen Liebe zum Skisport. Dem Kreis gehör(t)en unter anderen Jupp Derwall (1927–2007), Franz Beckenbauer, Uwe Seeler (1936–2022) und Erich Ribbeck an. Im Laufe der Jahre konnten durch die Aktionen der „Schneeforscher“ mehrere hunderttausend Euro für karitative Zwecke zur Verfügung gestellt werden. Werner Zimmer war ebenfalls Vorsitzender des Vergabeausschusses der Sportplakette des Saarlandes.

## Privates
Werner Zimmer war verheiratet; er lebte und arbeitete nach seinem Ausscheiden aus dem aktiven Dienst beim SR im saarländischen St. Ingbert. Im Jahr 2013 machte er eine bereits fortgeschrittene Darmkrebserkrankung öffentlich, der er zwei Jahre später erlag. Beigesetzt wurde die Urne auf dem „Alten Spurker Friedhof“ in Wadgassen, Landkreis Saarlouis.

## Werner-Zimmer-Friedenskette
Sie wurde zu Ehren von Werner Zimmer ins Leben gerufen und besteht aus einer Trikot-Kette, die inzwischen über 5 Kilometer lang ist. Sie stellt ein Signal gegen Krieg und Gewalt dar und ist ein Symbol für den Zusammenhalt in der Gesellschaft. Die Initiative wird von zahlreichen Prominenten wie z. B. Malu Dreyer, Annegret Kramp-Karrenbauer, Heiko Maas,  Hermann Gröhe, Reiner Calmund unterstützt.

## Veröffentlichungen
- Die Etappen der Tour de France ’99 – mit der ARD auf Entdeckungsreise durch Frankreich. hrsg. von Werner Zimmer. Mit Beitr. von Knut Meierfels und Rolf-Dieter Ganz. Fotos: Tanja Bürgelin-Arslan. Blieskastel: Gollenstein-Verlag, 1999, ISBN 3-933389-10-0.